# 동독의 국장

동독의 국장

동독의 국장은 1955년 9월 26일에 처음 제정되었으며 1990년 5월 31일 자유 총선으로 선출된 인민의회에 의해 폐지될 때까지 사용되었다.
국장 가운데에는 빨간색 바탕에 금색 망치와 컴퍼스가 그려져 있다. 국장 양쪽을 호밀 고리가 감싸고 있으며 검은색, 빨간색, 금색 세 가지 색의 가로 줄무늬로 구성된 리본이 이를 묶고 있다. 망치는 노동자를, 컴퍼스는 지식인을, 호밀 고리는 농민을 의미한다.

동독의 국장 (1950년 1월 12일-1953년 5월 28일)
동독의 국장 (1953년 5월 28일-1955년 9월 26일)

## 같이 보기
- 낫과 망치
- 독일의 국장
- 소련의 국장